# Kościół św. Marka Ewangelisty w Rososzycy
Kościół świętego Marka Ewangelisty w Rososzycy – rzymskokatolicki kościół parafialny należący do parafii pod tym samym wezwaniem (dekanat Ołobok diecezji kaliskiej).
Jest to świątynia zbudowana w 1818 roku z fundacji dziedzica Rososzycy – Pawła Skórzewskiego, pełniącego ówcześnie funkcję senatora i wojewody kaliskiego.
Nowy kościół został wzniesiony na planie prostokąta w modnym wówczas stylu klasycystycznym. Świątynia składa się z jednej nawy i półkoliście zamkniętego prezbiterium. Posiada kruchtę (czyli wejście od strony zachodniej) i zakrystię, do której wchodzi się przez przedsionek od strony południowej. Strop kościoła jest płaski, wnętrze ozdabiają pilastry i podparty kolumnami chór, którego balustrady są pokryte fantazyjnymi motywami roślinnymi. Chór jest ozdobiony także figurami Świętych Apostołów Piotra i Pawła, które wcześniej były umieszczone po bokach głównego ołtarza.
Ołtarz główny murowany, reprezentuje styl klasycystyczny. Umieszczone są w nim dwa obrazy: wizerunek patrona świątyni św. Marka Ewangelisty i obraz Przemienienia Pańskiego z XVIII wieku. W ołtarzu są umieszczone także nowe już figury Najświętszego Serca Jezusowego i Niepokalanego Serca Maryi. Ciekawe są także ołtarze boczne. W tym po lewej stronie kościoła znajduje się wyjątkowe dzieło – Pietà namalowana przez Fabiana Sarneckiego. Nad Pietą w zwieńczeniu ołtarza jest umieszczony obraz św. Barbary. Drugi ołtarz boczny – po prawej stronie – zdobi figura Jezusa Ukrzyżowanego z początku XIX wieku oraz obrazy Matki Boskiej Szkaplerznej i św. Franciszka.